# Sierra de Camorolos
Sierra de Camorolos är ett berg i Spanien.   Det ligger i provinsen Provincia de Málaga och regionen Andalusien, i den södra delen av landet, 400 km söder om huvudstaden Madrid. Toppen på Sierra de Camorolos är 1 333 meter över havet.
Terrängen runt Sierra de Camorolos är huvudsakligen kuperad. Runt Sierra de Camorolos är det ganska glesbefolkat, med 50 invånare per kvadratkilometer. Närmaste större samhälle är Villanueva del Rosario, 4,1 km nordväst om Sierra de Camorolos. Trakten runt Sierra de Camorolos består till största delen av jordbruksmark.